# Parablennius incognitus
La bavosa mediterranea (Parablennius incognitus) è un pesce di mare appartenente alla famiglia Blenniidae.

## Distribuzione e habitat
È una specie endemica del mar Mediterraneo. La sua presenza nel mar Nero è da accertarsi.
Vive in acque bassissime, spesso in zone esposte alla furia delle onde, su fondi scogliosi ricchi di vegetazione.

## Descrizione
Simile a Parablennius zvonimiri. I tentacoli sopraorbitari sono costituiti di un filamento più lungo anteriore dalla cui parte posteriore si dipartono 4 o 5 ramificazioni; questi tentacoli sono molto più lunghi nel maschio. Il tentacolo nasale (solo sulla narice anteriore) ha due filamenti. Per il resto un tipico blennide, la pinna dorsale ha una modesta intaccatura centrale.
La livrea, pur variabile come in quasi tutti i blennidi ha alcune caratteristiche specifiche:
- macchie scure a forma dei clessidra bordate da linee azzurre sui fianchi
- una stria obliqua scura sulla guancia sopra la quale ce n'è una più chiara.

I maschi in amore presentano colori vivaci, gialli o arancioni.

## Riproduzione
Similmente agli altri blennidi il maschio cura le uova che vengono deposte in una tana.

## Alimentazione
Soprattutto basata su Crostacei, principalmente Cirripedi.

## Nota tassonomica
È stata a lungo considerata una sottospecie di Blennius ponticus. È stata inoltre spesso confusa con l'affine bavosa cervina.